# CHM-081
CHM-081，或称为SGT-4，化学名N-环己甲基-3-(4-甲氧基-1-萘甲酰基)吲哚，分子式C
27H
27NO
2，属于萘甲酰基吲哚类SGT系列大麻素，是大麻素受体CB1和CB2的激动剂。